# Мийковци
Мийковци е село в Северна България. То се намира в община Елена, област Велико Търново и е на 13 км път от гр. Елена.

## География
Село Мийковци се намира в Еленския балкан, на около 6 километра югоизточно от село Буйновци. Разположено е на високо място до река Мийковска, в северното подножие на връх Чумерна (1536 метра). Селото е с население около 54 души. Природата и климатичните особености го правят много подходящо и привлекателно място за развитие на селски туризъм.
Образувано е от две села и четири махали: с. Мийковци, с. Игнатовци, м. Горни Танчевци, м. Топузи, м. Високовци (Узуни) и м. Ралиновци. Към кметството са били включени и още две махали – м. Духлевци, слята със с. Мийковци и образуват централното селище и м. Конярци (Атларци), заличена от списъка на населените места, поради изселване на жителите.

## Климат, води, растителен и животински свят
Лятото е слънчево и прохладно, а зимата мека, с много снежни дни. Просторите на Елено-твърдишкия балкан подхранват множество малки бързотечащи реки, в които плува балканска мряна и кефал. Лятно време рекичките предоставят условия за къпане, а поляните край тях възможности за летуване. Много са местата за еднодневни излети. По поляните има диворастящи плодове горски ягоди, малини, къпини, гъби и изключително богато разнообразие от полезни билки.

## История
Началото на с. Мийковци се губи някъде около XIII век. Според легендата, селото е наречено на името на търновеца Мийко, основателя на селото.
По време на обсадата на Велико Търново от турците, част от болярите, книжовниците от Търновската книжовна школа на патриарх Евтимий, благородниците и първенците от града решават да излязат през таен подземен изход под река Янтра и да отидат в Преслав. Изпращат вестоносци да огледат пътя, но се оказало, че околността е завзета от турците и решават да се заселят в Еленския балкан. Всеки род отсяда в отделна долчинка и така възникват махалите Мийковци, Игнатовци, Узуните, Ралиновци, Дуфльовци, Атларците, Хъневци, Топузите... обединени по-късно в една община, с център Буйновци.
По време на Освободителната война проникналите от към Сливен и Твърдица турци го опожаряват и ограбват, а населението се укрива в горите.
Училище е открито в селището от 1868 г., а в 1870 г. е построена училищна сграда.
Читалище „Чумерна“ е учредено на 8 януари 1929 г. по инициатива учителя Никола Ив. Ненчев от махала Пърчевци. Активни читалищни дейци Мария Станева, Стойка Борисова, Йордан Ралчев. В дейността на читалище участва и учителката Надежда Ненчева.
Установено е наличието на няколко черковища в миналото. Църква „Архангел Михаил“ е построена в махала Духлевци (където е центъра на селището) през 1895 година.
Населението на селището и околните махали се е специализирало в дървообработването и по точно в изработване на хубави дървени хамбари, ракли. дървени вили и други такива изделия. Част от мъжете отивали на работа в различни краища на страната като строители и градинари.
През 1976 г. към село Мийковци е слята махала Духлевци, но фактически център на селото става Духлевци.